# Джиджель (вилайет)
 Джи́джель (араб. ولاية جيجل‎) — вилайет в северной части Алжира.
Административный центр вилайета — город Джиджель.
На территории вилайета находится национальный парк Таза.

## Географическое положение
Вилайет Джиджель расположен на побережье Средиземного моря в горах Телль-Атлас и граничит с алжирскими вилайетами Скикда на востоке, Мила и Сетиф на юге, Беджая на западе.

## Административное деление
Административно вилайет разделен на 11 округов и 28 коммун:

### Округа
| №  | Округ                             | Число коммун |
| -- | --------------------------------- | ------------ |
| 1  | Шекфа (Chekfa)                    | 4            |
| 2  | Джимла (Djimla)                   | 2            |
| 3  | Эль-Ансер (El Ancer)              | 4            |
| 4  | Эль-Ауяна (El Aouana)             | 2            |
| 5  | Эль-Милия (El Milia)              | 2            |
| 6  | Джиджель (Jijel)                  | 1            |
| 7  | Сеттара (Settara)                 | 2            |
| 8  | Сиди-Мааруф (Sidi Maarouf)        | 2            |
| 9  | Тахер (Taher)                     | 5            |
| 10 | Техенна (Texenna)                 | 2            |
| 11 | Зиама-Мансурия (Ziama Mansouriah) | 2            |